# 洛克耶角
洛克耶角（英語：Cape Lockyer），是南極洲的海岬，位於澳大利亞海外領地赫德島東南部，處於蘭貝斯海崖東北面3公里，由澳大利亞探險隊在1948年測量。